# نانم (بازیکن فوتبال)
نانم (به پرتغالی: Jose Maria Carneiro Da Silva) هافبک اهل برزیل است که در شهر سنا مادوریرا و در تاریخ ۲۰ سپتامبر ۱۹۸۶ به دنیا آمده‌است.
نانم در تیم‌های فوتبال Rio Branco سابقهٔ حضور دارد.